# Stygotantulus stocki
Genre
Espèce
Stygotantulus stocki, unique représentant du genre Stygotantulus, est une espèce de tantulocarides de la famille des Basipodellidae, parasites de copépodes des familles des Tisbidae et des Canuellidae. Il s'agit du plus petit crustacé connu, mesurant moins de 0,1 mm. Son épithète spécifique stocki honore le carcinologiste hollandais Jan Hendrik Stock (de) (1931–1997).